# Roger I de Montgommery
Roger I de Montgommery (o Montgomery o Montgoméri) (abans de 1048), va ser un senyor normand del segle xi.

## Biografia
D'ascendència escandinava, Roger I de Montgommery fou un senyor amb possessions al centre de Normandia. Forma part del clan de joves nobles que gravitaven cap a 1026 al voltant del comte d'Hiémois, Robert. Aquest últim va esdevenir duc de Normandia el 1027, a la mort del seu germà Ricard III. Anomena llavors Roger vescomte d'Hiémois (o d'Exmes).
Com el seu duc Robert el Magnífic, Roger de Montgommery es va enriquir desposseint l'església. Intentà per exemple destruir la vila que els monjos de Jumièges tenien a Vimoutiers per reemplaçar-la per una diferent que va instal·lar a les seves terres, a Montgommery (avui Saint-Germain-de-Montgommery i Sainte-Foy-de-Montgommery. El duc tancà els ulls però després va reaccionar sota la pressió de l'abat de Jumièges i de l'arquebisbe de Rouen, Robert el Danès. Al principi, Robert el Magnífic va destruir el mercat de Montgommery i va restaurar el dels monjos. Després, acabà autoritzant la creació d'un segon mercat a les terres de Roger.
És el fundador d'una de col·legial a Troarn. Més tard, el 1059, el seu fill Roger II de Montgommery farà fora els seus ocupants (12 canonges dels quals la disciplina deixava a desitjar) i hi instal·larà una comunitat de monjos, formant així l'Abadia de Sant Martí de Troarn.
Després de la mort de Robert el Magnífic el 1035, Roger no sembla haver estat ja més afavorit. Guillem de Jumièges explica que fou exiliat a la cort del rei de França Enric I, «a causa de la seva perfídia». Se suposa que s'hauria rebel·lat contra l'autoritat del nou i molt jove duc, Guillem el Bastard (futur Guillem el Conqueridor).
Els seus cinc fills, que es van quedar a Normandia, es lliuraren a diferents crims. L'un d'ells, Guillem, va assassinar Osbern, el senescal del duc, cap al 1040. Un altre, Roger, s'acabà unint a Guillem el Bastard i mantindrà la fama de la família.

## Genealogia
Es va casar amb Joscelina, filla de Sensfrida que era germana de la duquessa Gunnor de Normandia. Els seus fills foren (segon Guillem de Jumièges:
- Hug de Montgommery
- Robert de Montgommery
- Roger II de Montgommery, company del duc de Normandia Guillaume el Conqueridor
- Guillem de Montgommery, assassí del seneschal Osbern de Crépon, i ell mateix assassinat pel prebost Barnon de Glos
- Gilbert de Montgommery